# Rättspsykiatri
Rättspsykiatri eller forensisk psykiatri (engelska forensic psychiatry) är psykiatrins tillämpning inom rättsväsendet. Denna vetenskapliga disciplin behandlar överlappningen mellan juridik och psykiatri. I de allra flesta länder gäller att någon form av avvägning sker angående om individen primärt bör få vård eller en straffrättslig påföljd, då ett brott skett under inverkan av en påtagligt psykisk avvikelse, vilket definieras olika beroende på geografisk lokalitet.
På det vetenskapliga planet undersöker rättspsykiatrin orsakerna till brott och sambandet mellan psykiska störningar och kriminalitet. Detta leder även till debatt och vetenskaplig aktivitet kring vilka psykiska avvikelser, som har sådan att beskaffenhet att brottsliga gärningar bör föranleda vård snarare än straffrättslig påföljd. Det intrikata spänningsfältet mellan vård och straff, inom vilket rättspsykiatrin verkar, har gjort att verksamhetens innehåll och utformning ofta varit föremål för debatt.

## Sverige
I Sverige har främst Rättsmedicinalverket till uppgift att verkställa psykiatriska undersökningar (sinnesundersökningar) av personer som är åtalade för brott och där brottets straffvärde inte stannar vid böter. Om en åtalad person led av vad som juridiskt benämns "allvarlig psykisk störning" vid gärningstillfället, och denna störning var anledning till gärningen, råder enligt svensk lag fängelseförbud om det inte föreligger synnerliga skäl för att utdöma fängelsepåföljd. Om den åtalade personen även lider av en allvarlig psykisk störning vid undersökningstillfället, finns förutsättning att föreslå påföljden rättspsykiatrisk vård, med eller utan särskild utskrivningsprövning (Lag om rättspsykiatrisk vård, LRV). I samband med psykoterapeuten Margit Norells behandling av Thomas Quick på Säters rättspsykiatriska klinik och rättsdebatten som därpå följde, utsattes svensk rättspsykiatri för kritik, bland annat av författaren Dan Josefsson.

### Utredningar
Rättsmedicinska utredningar sker vid Rättsmedicinalverkets enheter i Stockholm och Göteborg, samt i enlighet med ett entreprenadavtal vid Psykiatriska kliniken i Umeå.

### Vård
I Sverige finns totalt fem rättspsykiatriska regionkliniker. Dessa har förstärkt så kallat skalskydd för att kunna ta hand om de svårast sjukaste och farligaste patienterna. De är Säter (Dalarnas läns och Gävleborgs läns landsting), Växjö (södra sjukvårdsregionens högsäkerhetsklinik samt riksintag), Vadstena (Jönköpings läns, Kalmar läns och Östergötlands läns landsting), Sundsvall (Västernorrlands läns, Jämtlands läns och Gävleborgs läns landsting) och  Karsudden i Katrineholm (Stockholms läns landsting, Västra Götalandsregionen och Sörmlands läns landsting). Det finns även andra rättspsykiatriska kliniker som har förstärkt skalskydd utan att vara regionkliniker, främst Trelleborg (Skåne läns landsting) och Umeå (Västerbottens län). Andra rättspsykiatriska kliniker finns inom de andra landstingens vårdinstitutioner. Regionklinikerna tar i första hand emot patienter från den egna regionen, men det förekommer även att de tar emot patienter från resten av landet, exempelvis vid platsbrist i hemregionen.
Rättspsykiatrisk vård skiljer sig från allmänpsykiatrisk både vad gäller psykiatriska diagnoser och läkemedelsbehandling, och det är vanligare att rättspsykiatriska patienter har flera samtida sjukdomar.

#### Evidens
Svenska SBU gjorde 2018 en kartläggning av systematiska översikter som utvärderar behandling och diagnostik inom rättspsykiatrisk vård. De vårdinsatser som ges inom rättspsykiatrin är inte helt outforskade eftersom den rättspsykiatriska vården i stora drag har samma innehåll som övrig psykiatrisk vård. Dessutom kan personer som får vård inom rättspsykiatri och personer som får vård inom psykiatrin ha liknande sjukdomsbilder. Det behövs ytterligare forskning för att veta hur vårdinsatserna påverkar patienterna och hur effektiva de är när de sker i en rättspsykiatrisk miljö.
Antipsykotiska läkemedel ges till merparten av patienterna i rättspsykiatrin, även till de som inte har en psykosdiagnos. I rättspsykiatrisk vård får fler patienter mer än ett antipsykotiskt läkemedel, och traditionella antipsykotiska läkemedel är vanligare än i allmänpsykiatrin.
Eftersom rättspsykiatrisk vård bedrivs under tvång blir etiska aspekter på läkemedelsbehandling särskilt viktiga. Det kan finnas utrymme för delaktighet även om patientens autonomi måste begränsas för att skydda samhället.
Effekterna av de psykologiska behandlingar och psykosociala insatser som används i rättspsykiatrisk vård är ofullständigt klarlagd. Sådana behandlingar och psykosociala insatser står för en mycket liten kostnad i förhållande till den totala vårdkostnaden. Därför skulle behandlingar och insatser som leder till kortare vårdtid högst sannolikt vara kostnadseffektiva.